# Amblyseius divisus
Amblyseius divisus är en spindeldjursart som beskrevs av De Leon 1961. Amblyseius divisus ingår i släktet Amblyseius och familjen Phytoseiidae. Inga underarter finns listade i Catalogue of Life.